# Dvorce (Vysočina)
Dvorce è un comune della Repubblica Ceca facente parte del distretto di Jihlava, nella regione di Vysočina.